# SOCOM: Special Forces
SOCOM: Special Forces (SOCOM 4: U.S. Navy SEALs en Amérique du Nord) est un jeu vidéo de tir tactique développé par Zipper Interactive et édité par Sony Computer Entertainment, sorti en 2011 sur PlayStation 3.

## Accueil
- Jeuxvideo.com : 15/20[1]